# Liste der Ministerien in der Slowakei
Die Liste der Ministerien in der Slowakei zeigt die aktuellen Ministerien der Regierung in der Slowakei.
| Ressort                                                                   | Name                                                                                | Bild | Adresse                                      |
| ------------------------------------------------------------------------- | ----------------------------------------------------------------------------------- | ---- | -------------------------------------------- |
| Ministerium für Investitionen, regionale Entwicklung und Informatisierung | Ministerstvo investícií, regionálneho rozvoja a informatizácie Slovenskej republiky |      | Štefánikova 15, 811 05 Bratislava            |
| Finanzministerium                                                         | Ministerstvo financií Slovenskej republiky                                          |      | Štefanovičova 6, 817 82 Bratislava           |
| Wirtschaftsministerium                                                    | Ministerstvo hospodárstva Slovenskej republiky                                      |      | Mlynské nivy 44A, 827 15 Bratislava          |
| Innenministerium                                                          | Ministerstvo vnútra Slovenskej republiky                                            |      | Pribinova 2, 812 72 Bratislava               |
| Gesundheitsministerium                                                    | Ministerstvo zdravotníctva Slovenskej republiky                                     |      | Limbová 3330/2, 831 01 Bratislava            |
| Verteidigungsministerium                                                  | Ministerstvo obrany Slovenskej republiky                                            |      | Kutuzovova 1, Bratislava                     |
| Ministerium für Landwirtschaft und ländliche Entwicklung                  | Ministerstvo pôdohospodárstva a rozvoja vidieka Slovenskej republiky                |      | Dobrovičova 12, 812 66 Bratislava            |
| Umweltministerium                                                         | Ministerstvo životného prostredia Slovenskej republiky                              |      | Námestie Ľudovíta Štúra 1, 812 35 Bratislava |
| Kulturministerium                                                         | Ministerstvo kultúry Slovenskej republiky                                           |      | Nám. SNP č. 33, Bratislava                   |
| Verkehrsministerium                                                       | Ministerstvo dopravy Slovenskej republiky                                           |      | Námestie slobody č. 6, 810 05 Bratislava     |
| Ministerium für Arbeit, Soziales und Familie                              | Ministerstvo práce, sociálnych vecí a rodiny Slovenskej republiky                   |      | Špitálska 6, 816 43 Bratislava               |
| Ministerium für Bildung, Wissenschaft, Forschung und Sport                | Ministerstvo školstva, vedy, výskumu a športu Slovenskej republiky                  |      | Stromová 1, 813 30 Bratislava                |
| Justizministerium                                                         | Ministerstvo spravodlivosti Slovenskej republiky                                    |      | Račianska ulica 71, 813 11 Bratislava        |
| Ministerium für auswärtige und europäische Angelegenheiten                | Ministerstvo zahraničných vecí a európskych záležitostí Slovenskej republiky        |      | Hlboká cesta 2, Bratislava                   |